# 카사도
카사도(스페인어: casado)는 코스타리카의 전통 음식이다. 쌀밥과 콩, 플랜테인, 샐러드와 고기 등으로 이루어진 한 끼 식사로, 파스타와 피카디요, 토르티야 등 또한 흔히 곁들여진다.

## 이름
스페인어 남성 명사 "카사도(casado)"는 "결혼하다"를 뜻하는 동사 "카사르(casar)"의 과거분사에서 파생했으며, "결혼한 남성"을 가리킨다.

## 같이 보기
- 반데라
- 반데하 파이사
- 파베욘 크리오요
- 아로스 콘 프리홀레스